# Ben Folds Five

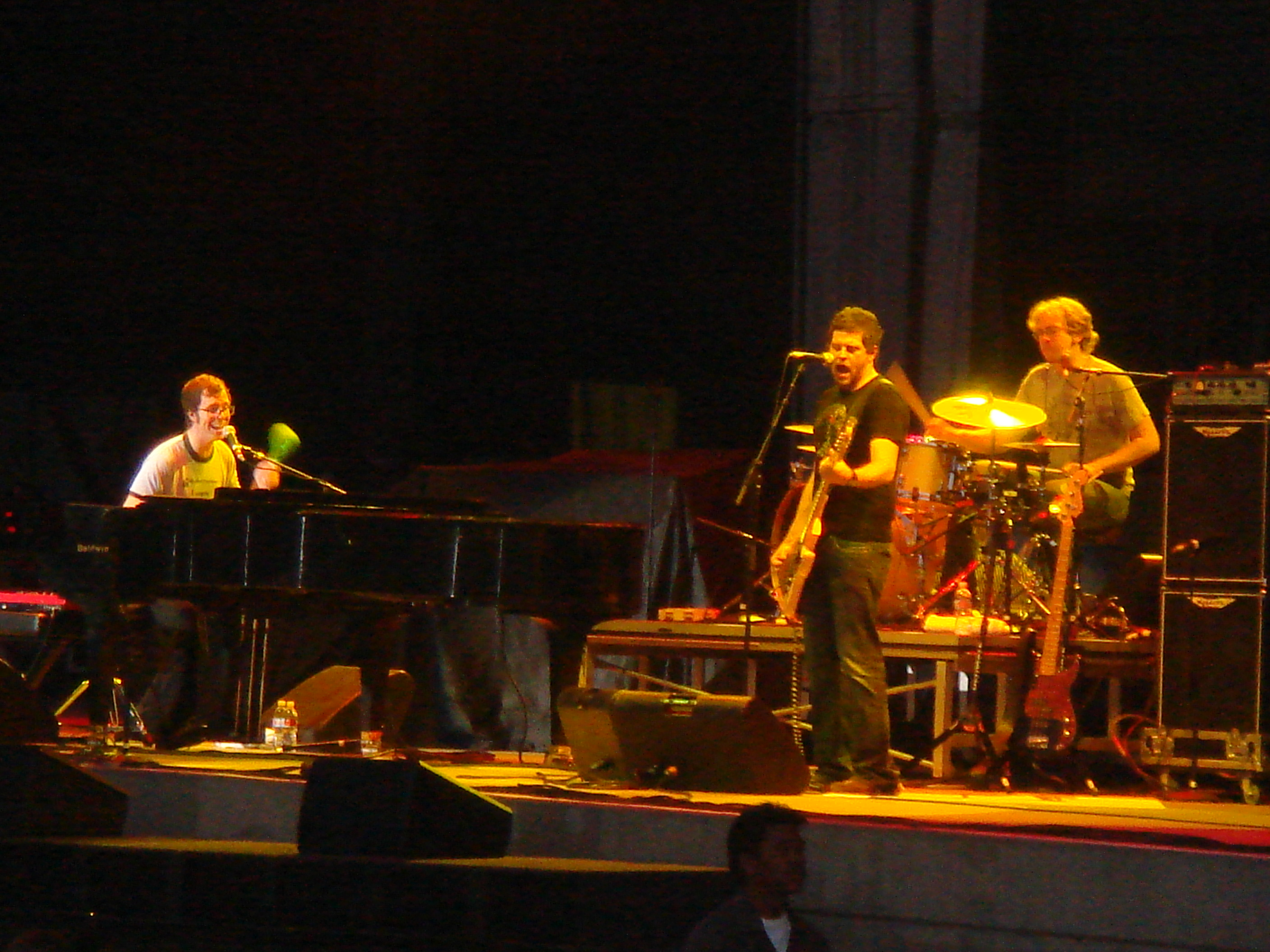
Ben Folds Five

Ben Folds Five is een rocktrio geformeerd in 1993 in Chapel Hill, Amerika. De band bestaat uit Ben Folds (piano, zang, synthesizer, melodica), Robert Sledge (basgitaar, synthesizer, zang) en Darren Jesse (drum en percussie). De groep had zijn grootste succes in de jaren 90, en is na een lange periode van afwezigheid sinds 2012 weer bij elkaar.